# Can Bell
Can Bell és un edifici del municipi de Sant Cugat del Vallès (Vallès Occidental) que forma part de l'Inventari del Patrimoni Arquitectònic de Catalunya.

## Descripció

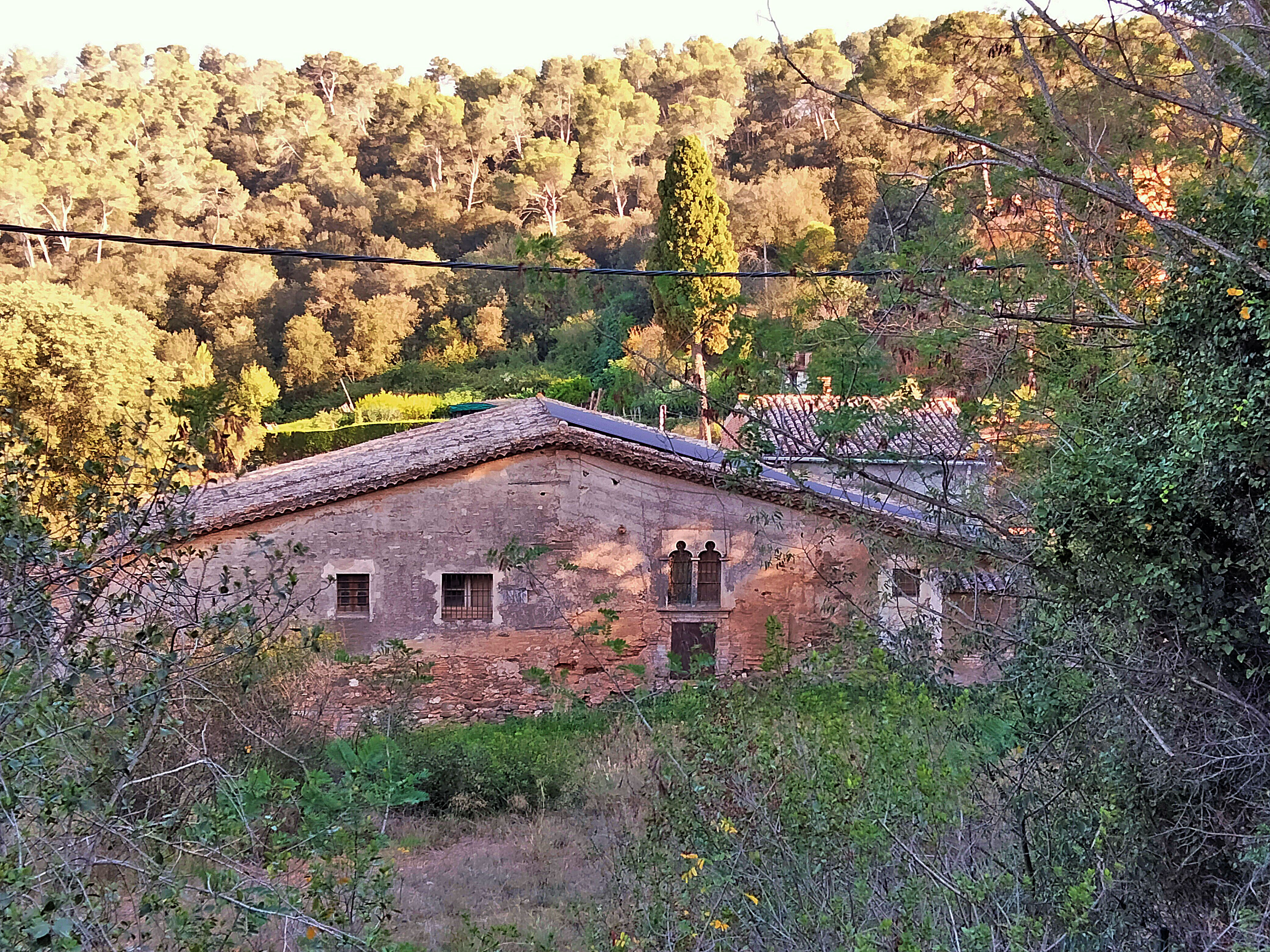
Façana de darrere, des de la carretera BP-1417

És una masia que data del 1525. Manté una estructura de construcció molt simètrica centrada per un finestral decorat amb elements gòtics més renaixentistes. Aquest finestral està situat damunt la porta d'entrada que és de punt rodó amb dovelles. La coberta és a dos vessants i a l'interior el sostre està format amb biga i llata.